# مری فورد
ماری فورد (انگلیسی: Mary Ford; ۷ ژوئیهٔ ۱۹۲۴ – ۳۰ سپتامبر ۱۹۷۷) خواننده و گیتاریست اهل ایالات متحده آمریکا و همسر و زوج هنری لس پال بود.